# Nowowodiane (obwód ługański)
Nowowodiane  (ukr. Нововодяне) – wieś na Ukrainie, w obwodzie ługańskim, w rejonie swatowskim. W 2001 liczyła 628 mieszkańców, spośród których 615 posługiwało się językiem ukraińskim, a 13 rosyjskim.